# Пальвадре, Яков Карлович
Я́ков Ка́рлович Па́львадре (эст. Jakob Palvadre, 27 апреля 1889 д. Кориярве, Тейлицская волость, Юрьевский уезд, Лифляндская губерния, Российская империя — 11 октября 1936, Ленинград, СССР) — эстонский революционер, советский военный деятель, участник Гражданской войны и историк (профессор).

## Биография

### Происхождение и семья
Эстонец, родился 27 апреля 1889 года на хуторе Каломатси (эст. Kalomatsi; другое название — Мейга, эст. Meiga) в деревне Кориярве Тейлицкой волости (нем. Gemeinde Teilitz, эст. Tõlliste vald) (территория Загницкого прихода, он же Сангастеский приход (нем. Kirchspiel Sagnitz, эст. Sangaste kihelkond)) Юрьевского уезда Лифляндской губернии (ныне в волости Тыллисте уезда Валгамаа Эстонии).
Из десяти братьев и сестер Пальвадре шестеро выбились в интеллигенты: будущий хозяин хутора Рейн; учитель народной школы, фермер и волостной старейшина Яан; железнодорожный чиновник Пеэтер; юрист и государственный деятель Антон; военный и профессор истории Яков (правильно — Я́коб), а также учитель гимназии и директор школы Юхан.

### Деятельность до 1917 года
Член РСДРП с 1906 года. Работал учителем, сотрудничал в газетах «Мейе Кодумаа» (эст. "Meie Kodumaa") и «Вирулане» (эст. "Wirulane"). В 1910 году был обвинён в социал-демократической деятельности, но оправдан. Адвокатом на суде в Риге у него был родной брат Антон.
Участник Первой мировой войны, служил в сапёрных частях. В октябре 1917 года избран председателем комитета запасного батальона лейб-гвардии сапёрного полка.

### Участие в Октябрьской революции и Гражданской войне в России

Яков Пальвадре в период Гражданской войны

С 1918 года в РККА. Когда большевики и красногвардейцы в начале марта 1918 года эвакуировались из Ревеля (ныне Таллин) в Петроград, спасаясь от немецких войск, оккупировавших Эстляндию, в Петрограде началось формирование Ревельского эстонского коммунистического отдельного батальона (в августе 1918 г. переименован в 1-й Ревельский эстонский коммунистический стрелковый полк (1918—1919)), куда вступил и Яков Пальвадре. Его, как бывшего фронтовика, избрали командиром батальона.
Был командующим войсками Златоустовско-Челябинского и Западно-Уральского направлений, военным руководителем Западно-Уральского направления. Осенью 1918 г. — командир 1-й бригады 3-й Уральской стрелковой дивизии. В апреле-мае 1919 — член РВС Эстляндской армии Западного фронта. С мая 1919 г. по февраль 1920 г. — командир Эстонской стрелковой дивизии. Уволен в отставку по состоянию здоровья.

### Деятельность после Гражданской войны
Работал учителем. Окончил Петроградский университет. С 1927 года стал профессором, затем деканом историко-филологического факультета Ленинградского Государственного Университета.
С 1932 года — заведующий кафедрой Ленинградского Института советского созидательного труда. Проживал в Ленинграде по адресу: ул. Союза Печатников д. 4, кв. 8.
Арестован 30 мая 1936 года. 11 октября 1936 года приговорён ВКВС СССР по статье 58-8, 11 к высшей мере наказания. Расстрелян в тот же день.
Якоб Пальвадре был реабилитирован в 1969 году на основании заявления его брата Юхана.

## Увековечение памяти

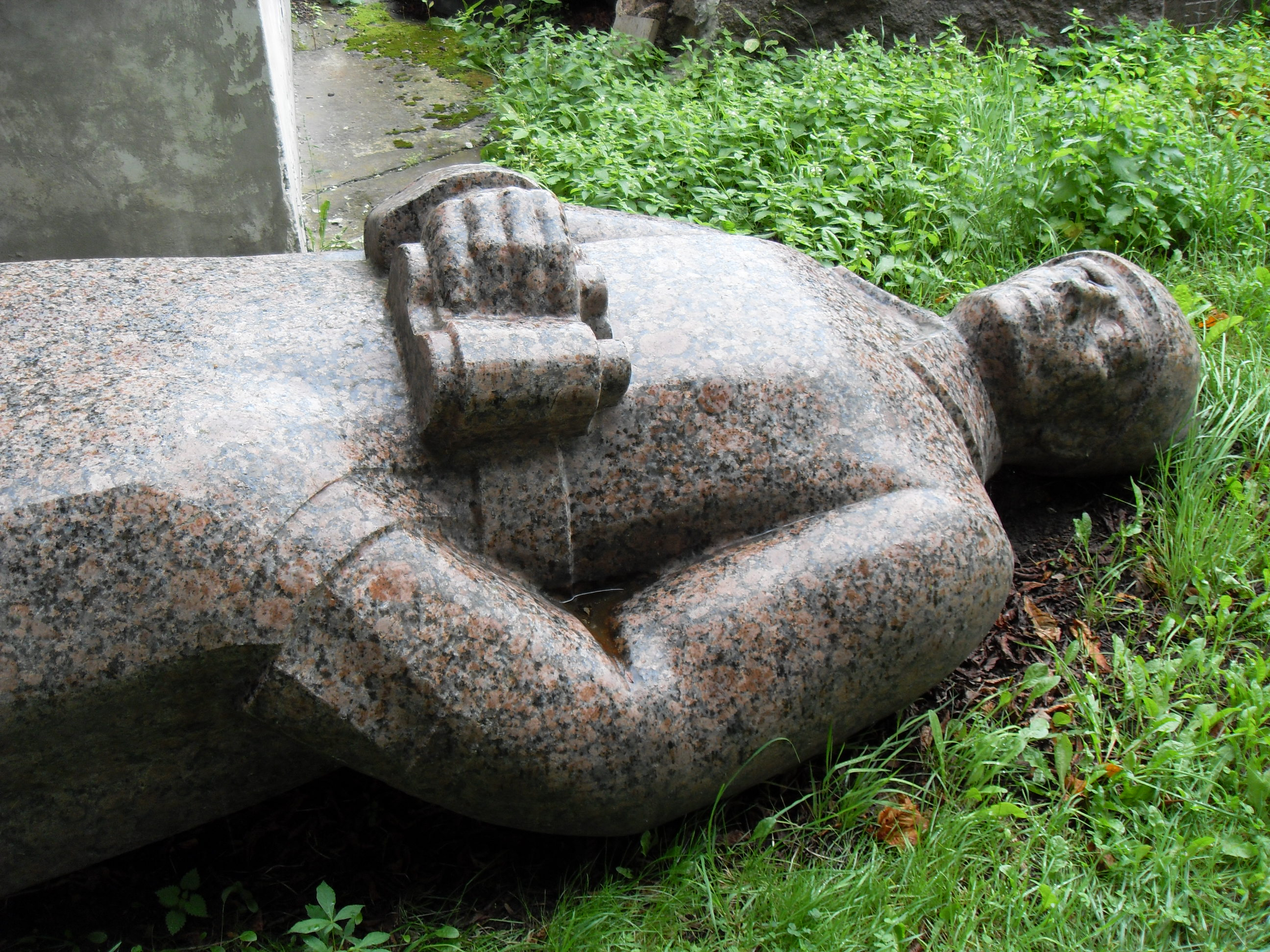
Остатки памятника Якову Пальвадре в парке Маарьямяэ, Таллин, 2011 год

В 1970 году на стене музыкальной школы города Валга (Эстонская ССР) установили памятную доску в честь Пальвадре.
В 1981 году в городе Валга был установлен памятник Пальвадре. В сентябре 1991 года работники фирмы A/S VABE и члены Валгаской дружины Кайтселийта сняли этот монумент. Долгое время он лежал на складе, а в 2008 году был перевезён в парк советских памятников, создаваемый на территории замка Маарьямяги, являющегося одним из филиалов Эстонского исторического музея в Таллине.

## Сочинения
- 1905 год в Эстонии. Ленинград, издательство «Прибой», 1926.